# Free (Album)
Free ist das vierte Studioalbum der belgischen Dance-Pop-Sängerin Kate Ryan. Es wurde am 26. Mai 2008 veröffentlicht.

## Hintergrund
Nach dem Wechsel der Plattenfirma von EMI zur Universal-Tochter ARS wurden von Kate Ryan zwei neue Songs eingesungen: Ein Cover des Songs Voyage, Voyage der französischen Sängerin Desireless und der von Ryan selbst geschriebene We All Belong, der Titelsong zu den Eurogames 2007. Beide Songs sind auf einer Single erhältlich, die sich in Belgien im Sommer 2007 bereits auf Platz 2 behaupten konnte und Ende September schließlich Goldstatus erreichte. In den Niederlanden konnte die Single als erste seit Désenchantée wieder in die Top 20 der Charts einsteigen. Kate Ryan wurde auch für die TMF Awards 2007 in drei Kategorien nominiert. Die Single Voyage, Voyage/We All Belong erschien am 16. November auch in Deutschland, Österreich und der Schweiz, erreichte schon am zweiten Tag nach der Veröffentlichung Platz 5 der Musicload-Charts und schaffte es in Deutschland erstmals seit der Single La Promesse dreieinhalb Jahre zuvor wieder in die Top 20 der Singlecharts. Der dazugehörige Videoclip wurde in Spanien aufgenommen. Im Februar 2008 erschien in Belgien und einigen anderen europäischen Ländern die Single L.I.L.Y. (Like I Love You).
Am 25. April wurde in Schweden die neue Single Ella elle l’a (eine Coverversion des 80er-Hits von France Gall) veröffentlicht. Dort erreichte sie Platz 2, was für Kate Ryan ein neuer Rekord war (zuvor hielt diesen Désenchantée). In Belgien erreichte die neue Single gleich in der ersten Woche Platz 9, was ebenfalls ein neuer Rekord war, da es zuvor auch nur Désenchantée gelungen war, sich gleich in der ersten Wertungswoche in den Top 10 zu platzieren, allerdings auf Platz 10. In Deutschland konnte sich Ella Elle l’a ebenfalls in der ersten Wertungswoche in den Top 10 platzieren, womit sie nun neben Désenchantée und Libertine einen von drei Top-10-Hits stellt. In Slowenien stand die Single sogar auf Platz 5 der nationalen Singlecharts.
Voyage, voyage, L.I.L.Y. und Ella elle l’a waren die Vorboten zum neuen Album Free, das nach mehrmaligem Verschieben letztendlich am 26. Mai 2008 erschien. Das Album war verglichen mit dem Vorgänger wieder deutlich mehr von Dance-Musik geprägt, wie bereits die drei Vorabsingles zeigten. Ryan gelang mit Free wieder ein größerer europaweiter Erfolg. Am 15. Juni stieg die Single Ella elle l’a in Spanien neu auf Platz 33 ein und schaffte es innerhalb von acht Wochen am 3. August Platz 1 zu erreichen und diesen noch neun Wochen fast ununterbrochen zu besetzen. Bisher galt noch Désenchantée in Spanien als kommerziell erfolgreichster Song. Am 15. Juli trat Ryan auch bei der spanischen Castingshow und ehemaligem Ausscheid für den Eurovision Song Contest Operatión Triunfo auf, wo sie die Songs Ella elle l’a und Tonight We Ride/No digas que no (zweiteren gemeinsam mit der spanischen Sängerin Soraya Arnelas, welcher auch auf dem Album enthalten ist) sang. Zweitgenannter Song wurde dort auch als Promosingle veröffentlicht. Am 5. August wurde bekannt gegeben, dass als vierte Single aus dem aktuellen Album Free der Song I Surrender (eine Coverversion des gleichnamigen Songs der britischen Girlgroup Clea) ausgekoppelt wird. Er wurde am 9. August bei einem Songfestival in Westende vorgestellt. Veröffentlichungstermin für Belgien war der 22. August. Der Videoclip, der in Berlin aufgenommen wurde, ist seit dem 25. August auf dem Internet-Videoportal YouTube verfügbar.
Bei den TMF Awards 2008 wurde Kate Ryan in drei Kategorien nominiert. Zwar gewann sie in keiner der Kategorien, jedoch zeichneten sich die Nominierungen schon als Vorboten für die World Music Awards in Monaco ab. Am 9. November 2008 trat sie dort auf und gewann in der Kategorie Bestverkaufender Benelux Künstler Weltweit. Neben Technotronic ist Ryan nun der bisher einzige Künstler aus Belgien, dem überhaupt so ein Preis verliehen wurde.

## Titelliste
| #   | Titel                                                | Dauer |
| --- | ---------------------------------------------------- | ----- |
| 1.  | Voyage, voyage                                       | 3:05  |
| 2.  | Ella, elle l’a                                       | 3:06  |
| 3.  | I Surrender                                          | 3:31  |
| 4.  | Toute premiére fois                                  | 4:06  |
| 5.  | Tes Yeux                                             | 3:44  |
| 6.  | Take Me Down                                         | 4:29  |
| 7.  | Pour quel amour                                      | 3:42  |
| 8.  | Put My Finger On It                                  | 3:31  |
| 9.  | L.I.L.Y.                                             | 3:15  |
| 10. | A La Folie                                           | 3:55  |
| 11. | We All Belong                                        | 3:28  |
| 12. | Tonight We Ride/No Digas Que No (mit Soraya Arnelas) | 3:03  |
| 13. | Free                                                 | 3:29  |

Auf dem Album findet sich ein Duett mit der spanischen Sängerin Soraya Arnelas (Tonight We Ride/No Digas Que No) und eine Ballade, nämlich Free, der Titelsong. In manchen Ländern wurde eine andere Edition des Albums veröffentlicht, auf der einige englischsprachige Versionen der französischsprachigen Songs enthalten sind.

## Chartplatzierungen

### Album
| Jahr | Titel | Höchstplatzierung, Gesamtwochen, AuszeichnungChartplatzierungen (Jahr, Titel, Platzierungen, Wochen, Auszeichnungen, Anmerkungen) | Höchstplatzierung, Gesamtwochen, AuszeichnungChartplatzierungen (Jahr, Titel, Platzierungen, Wochen, Auszeichnungen, Anmerkungen) | Höchstplatzierung, Gesamtwochen, AuszeichnungChartplatzierungen (Jahr, Titel, Platzierungen, Wochen, Auszeichnungen, Anmerkungen) | Höchstplatzierung, Gesamtwochen, AuszeichnungChartplatzierungen (Jahr, Titel, Platzierungen, Wochen, Auszeichnungen, Anmerkungen) | Höchstplatzierung, Gesamtwochen, AuszeichnungChartplatzierungen (Jahr, Titel, Platzierungen, Wochen, Auszeichnungen, Anmerkungen) | Anmerkungen                                           |
| Jahr | Titel | DE | AT | CH | BEF | BEW | Anmerkungen                                           |
| ---- | ----- | --- | --- | --- | --- | --- | ----------------------------------------------------- |
| 2008 | Free  | DE47 (4 Wo.)DE | — | CH96 (1 Wo.)CH | BEF4 (18 Wo.)BEF | — | Erstveröffentlichung: 26. Mai 2008 Verkäufe: + 10.000 |

### Singles
| Jahr | Titel Album                        | Höchstplatzierung, Gesamtwochen, AuszeichnungChartplatzierungen (Jahr, Titel, Album, Platzierungen, Wochen, Auszeichnungen, Anmerkungen) | Höchstplatzierung, Gesamtwochen, AuszeichnungChartplatzierungen (Jahr, Titel, Album, Platzierungen, Wochen, Auszeichnungen, Anmerkungen) | Höchstplatzierung, Gesamtwochen, AuszeichnungChartplatzierungen (Jahr, Titel, Album, Platzierungen, Wochen, Auszeichnungen, Anmerkungen) | Höchstplatzierung, Gesamtwochen, AuszeichnungChartplatzierungen (Jahr, Titel, Album, Platzierungen, Wochen, Auszeichnungen, Anmerkungen) | Höchstplatzierung, Gesamtwochen, AuszeichnungChartplatzierungen (Jahr, Titel, Album, Platzierungen, Wochen, Auszeichnungen, Anmerkungen) | Anmerkungen                                             |
| Jahr | Titel Album                        | DE | AT | CH | BEF | BEW | Anmerkungen                                             |
| ---- | ---------------------------------- | --- | --- | --- | --- | --- | ------------------------------------------------------- |
| 2007 | Voyage voyage / We All Belong Free | DE13 (9 Wo.)DE | AT26 (12 Wo.)AT | — | BEF2 (16 Wo.)BEF | BEW28 (6 Wo.)BEW | Erstveröffentlichung: 6. Juli 2007 Verkäufe: + 35.000   |
| 2008 | L.I.L.Y. Free                      | — | — | — | BEF12 (12 Wo.)BEF | — | Erstveröffentlichung: 1. Februar 2008                   |
| 2008 | Ella elle l’a Free                 | DE10 (11 Wo.)DE | AT23 (14 Wo.)AT | CH50 (4 Wo.)CH | BEF7 (17 Wo.)BEF | BEW34 (1 Wo.)BEW | Erstveröffentlichung: 25. April 2008 Verkäufe: + 40.000 |
| 2008 | I Surrender Free                   | — | — | — | BEF27 (8 Wo.)BEF | — | Erstveröffentlichung: 22. August 2008                   |